# Weggelopen zwarte slaven verrast door honden

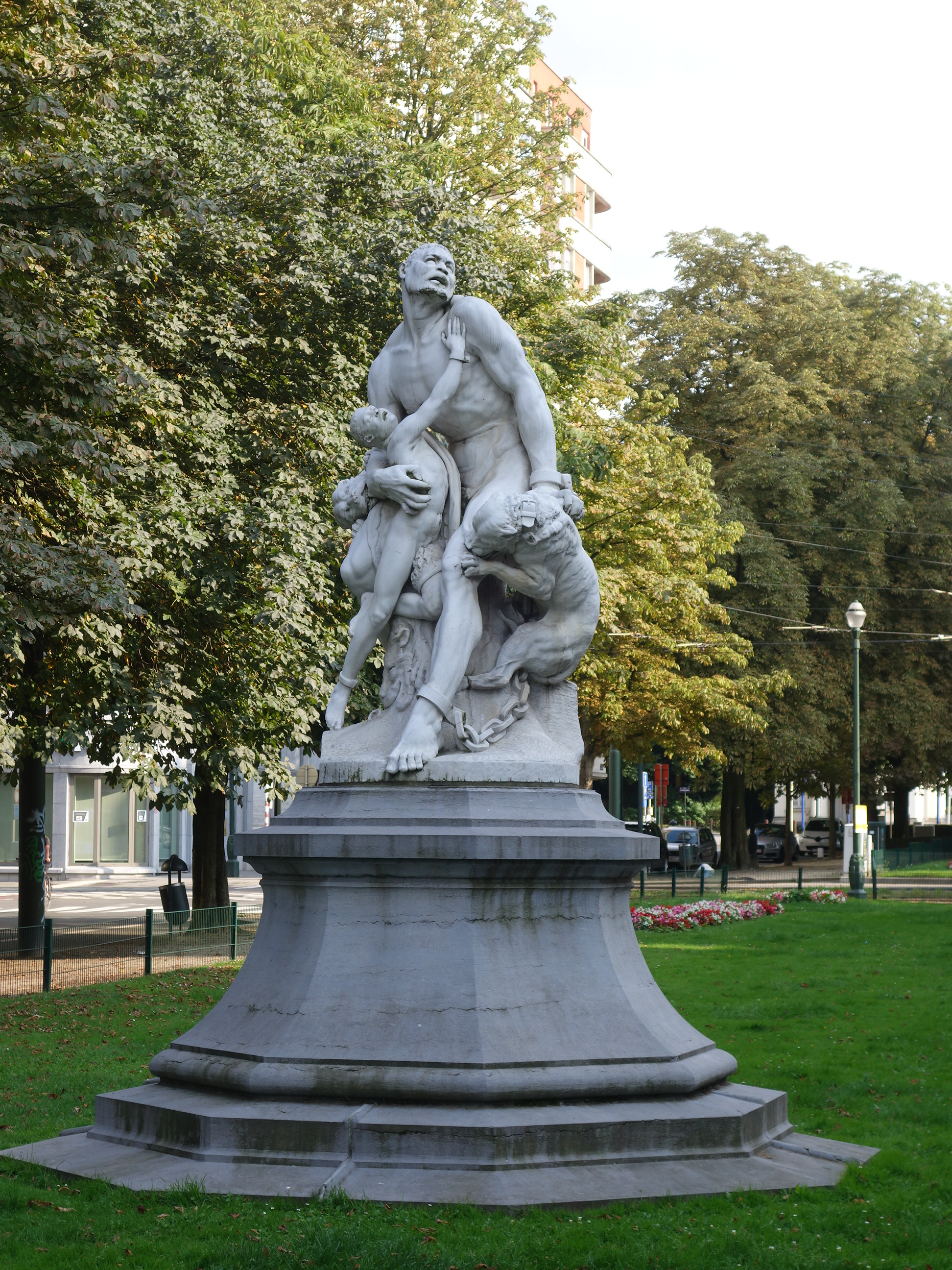
De marmeren beeldengroep op de Louizalaan.

Weggelopen zwarte slaven verrast door honden (Frans: Nègres marrons surpris par des chiens) is een beeldengroep van Louis Samain. De gipsen versie uit 1869 staat in het Justitiepaleis en de marmeren versie uit 1894 op de Louizalaan in Brussel.
Samain, een student aan de Kunstacademie Brussel, maakte de beeldengroep in Rome en stelde hem in 1869 tentoon op de driejaarlijkse salon van Brussel. Het met bronskleurig patina beklede gipsmodel was los geïnspireerd op De hut van Oom Tom, een roman van Harriet Beecher Stowe die in 1851 was verschenen en ook in Europa succes kende. Een ontsnapte slaaf in ketenen schermt heldhaftig zijn zoon af van twee bijtende molossers. Compositorisch greep Samain terug naar het klassieke academisme zoals te vinden in de Milo van Croton door Pierre Puget (1682). Het thema van het heroïsch lijden staat in de traditie van de Laocoöngroep. Het beeld refereert naar het geweld van de slavernij, die in 1863 door Nederland en in 1865 in de Verenigde Staten werd afgeschaft.
Rond 1894 werd de groep uitgevoerd in wit carrara-marmer kort na de aanleg van de Louizalaan. Kranten schreven negatief over de materiaalkeuze, omdat men brons natuurlijker achtte voor het afbeelden van zwarten. De groep stond in die tijd in de volksmond bekend als le nègre blanc ('de witte neger').

## Voetnoten
1. ↑  Lisa Lambrechts (2017-18). Constructing the Image of Blacks. Beeldvorming van zwarten in de negentiende-eeuwse Belgische kunst (ca. 1850-1897), masterproef Kunstwetenschappen, UGent., pp. 47-52.
2. ↑  Lisa Lambrechts (2017-2018). Constructing the Image of Blacks. Beeldvorming van zwarten in de negentiende-eeuwse Belgische kunst (ca. 1850-1897), masterproef Kunstwetenschappen, UGent., pp. 52-56.